# Maija Isola
Maija Sofia Isola (15 mars 1927 - 3 mars 2001) était une designeuse textile finlandaise, ayant créé plus de 500 motifs dont Unikko. Ses créations colorées audacieuses ont fait la renommée de l'entreprise d'ameublement et de mode Marimekko dans les années 1960. Elle a également eu une carrière d'artiste plasticienne.
Isola a exposé dans toute l'Europe, notamment à l'Exposition universelle de Bruxelles et à la Triennale de Milan, ainsi qu'aux États-Unis. Des rétrospectives de son travail ont eu lieu au Design Museum d'Helsinki, au Victoria and Albert Museum de Londres, au Design Museum de Copenhague, au Slovene Ethnographic Museum de Ljubljana et au Minneapolis Institute of Arts. Ses motifs continuent d'être commercialisés chez Marimekko.
Elle a vécu et travaillé la majeure partie de sa vie en Finlande, mais a passé quelques années en France, en Algérie et aux États-Unis. Elle a été mariée trois fois. Sa fille Kristina Isola devient à son tour designeuse chez Marimekko, collaborant un temps avec Maija. Sa petite-fille Emma dessine également pour l'entreprise.

## Biographie

### Jeunesse
Isola était la plus jeune des trois filles de Mauno et Toini Isola. Mauno était un agriculteur qui a écrit des paroles de chansons, dont un chant de Noël populaire finlandais. Les filles vivaient dans la ferme familiale et aidaient aux travaux agricoles l'été. Ils ont fabriqué des poupées en papier avec des robes élégantes pour leur maison de poupée en papier faite maison, qui avait des intérieurs richement décorés.
Isola a étudié la peinture à l'École centrale des arts industriels d'Helsinki. En 1945, à la fin de la Seconde Guerre mondiale (avec des combats entre la Finlande et son voisin, la Russie), sa vie a radicalement changé : son père est mort et elle est tombée enceinte. Le 22 juillet 1945, elle épouse l'artiste Georg Leander : leur fille Kristina est née en janvier 1946.
En 1948, elle se rend à Oslo, visite l'exposition Van Gogh et y voit les peintures d'Edvard Munch. Elle s'est inspirée d'une exposition de pots de l'antiquité classique au Musée de l'artisanat et du design d'Oslo pour créer son imprimé Amfora ("Amphore"). Le mariage avec Leander n'a pas duré longtemps et en 1949, elle voyageait en Europe avec le peintre Jaakko ("Jaska") Somersalo, qui est devenu son deuxième mari. Il lui a enseigné la technique de la gravure sur bois et l'a inspirée à peindre. Ils ont divorcé en 1955.

### Marimekko

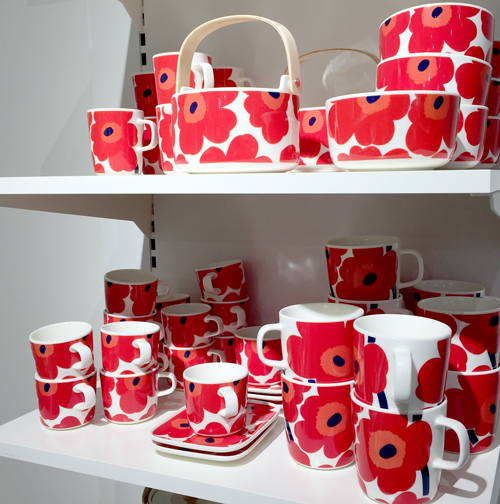
Plats Marimekko ornés du motif coquelicot Unikko d'Isola créé en 1964.

Alors qu'elle est encore étudiante, elle est remarquée en 1949 par la fondatrice de Marimekko, Armi Ratia, pour ses travaux et notamment Amfora,. Ratia embauche alors Isola pour travailler pour Printex, le précurseur de Marimekko. Elle est devenue la principale créatrice textile de Marimekko, créant environ huit à dix modèles chaque année,.
Entre 1957 et 1963, elle réalise sa première série d'œuvres sur un thème unique, Luonto (Nature). Il se composait d'une trentaine de dessins basés sur des plantes pressées par sa fille Kristina, à partir de 11 ans. En 1958, elle a commencé une autre série, Ornamentti (Ornement), basée sur l'art populaire slave. Il comprenait également environ 30 dessins et l'a rendue célèbre.
En 1959, elle épouse le juge Jorma Tissari. Il était un riche amateur d'art avec une maison spacieuse dans le centre d'Helsinki. Quand Isola a voulu plus de liberté créative, il a négocié un nouveau contrat avec Marimekko pour elle, lui permettant de travailler à sa manière.
La collaboration entre Isola et Ratia était un "jeu de pouvoir créatif inhabituel" caractérisé par "la vitalité et l'inventivité" plutôt qu'une entente harmonieuse. Le ton a été donné quand, en 1964, Isola a défié la déclaration de Ratia selon laquelle elle détestait les motifs floraux, elle a alors conçu le motif Unikko qui a été le plus grand succès de l'entreprise et n'a cessé d'être en production depuis. C'était l'un des huit motifs floraux que Ratia a choisi dans les motifs d'Isola à cette époque.
De 1965 à 1967, Isola a travaillé sur le thème du soleil et de la mer, créant au moins neuf modèles utilisés par Marimekko, dont Albatross (Albatros), Meduusa (Méduse) et Osteri (Huître). Ces modèles ont été produits en masse. Pour faciliter ce processus et garder les modèles précis, Isola a maintenu un ensemble de "livres de modèles". Il s'agissait de cahiers d'exercices manuscrits contenant des détails précis sur ses répétitions. Chacun, comme son Lovelovelove de 1968, a été dessiné à l'échelle sur une page de livre de modèles, coloré et annoté avec les noms des couleurs à utiliser. Les livres ont également enregistré la taille de la répétition réelle et les détails des commandes d'impression. Les livres ont continué à être utilisés comme guides de production dans les décennies qui ont suivi sa mort.
En 1970, elle se rend seule à Paris pour s'éloigner de son mariage et de ses engagements familiaux. Là, elle a eu une histoire d'amour avec le savant égyptien Ahmed Al-Haggagi. Il l'encourage à travailler sur des motifs arabes, esquissant pour elle la base de son Poppy (pas le même qu'Unikko). Ses motifs d'inspiration arabe de cette période incluent Kungatar, Naamio, Sadunkertoja, Tumma et Välly. En 1971, elle s'est séparée de son mari Tissari, se rendant compte qu'elle préférait vivre seule. Elle a passé trois ans en Algérie, avec un amant nommé Muhamed.

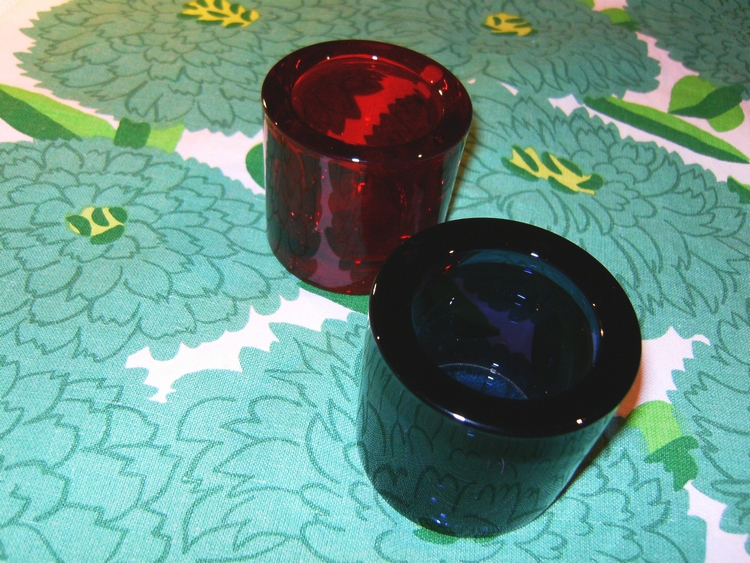
Nappe au motif Primavera 1974 d'Isola (avec bougeoirs dessinés par Heikki Orvola)

En 1974, Isola a conçu le motif populaire Primavera, composé de fleurs de tagètes stylisées ; depuis imprimé dans de nombreuses couleurs différentes pour les nappes, assiettes et autres articles. En 1976, elle revient à Paris et travaille avec Al-Haggagi sur une série d'estampes d'inspiration égyptienne, notamment Niili (Nil), Nubia et Papyrus. L'année suivante elle a accompagné Al-Haggagi à Boone, en Caroline du Nord où il était conférencier. Elle a passé l'année à peindre, à marcher et à faire du yoga, inspirée par le paysage des Appalaches, qui, selon elle, lui rappelait sa ville natale, Riihimäki. Elle a fait quelques dessins mais a eu du mal à en vendre sur le marché américain, car il y avait peu d'usines capables d'imprimer des tissus qui répondaient à ses exigences.
À son retour en Finlande en 1979, 160 de ses œuvres, y compris des peintures et des croquis mais pas ses dessins imprimés, ont été exposées dans une exposition rétrospective dans une galerie d'Helsinki.
De 1980 à 1987, Isola conçoit des modèles pour Marimekko conjointement avec sa fille Kristina (les deux noms apparaissant sur le bord de chaque impression) ; elles travaillaient dans leurs propres studios, l'hiver à Helsinki, l'été à Kaunismäki. Kristina, qui a rejoint Marimekko à l'âge de 18 ans est devenue l'une des principales créatrices de la marque. Au cours de ses 40 ans de carrière chez Marimekko, Maija Isola a créé plus de 500 tirages pour l'entreprise. Parmi les plus connus figurent Kivet (Pierres) et Kaivo (Puits) ; ils continuent de se vendre au 21e siècle,.

### Retraite
À partir de 1987, date à laquelle elle prend sa retraite, Isola travaille la peinture plutôt que le textile, jusqu'à sa mort le 3 mars 2001. Ses créations, et la marque Marimekko, tombent peu à peu dans l'oubli. En 1991, la nouvelle directrice de Marimekko, Kirsti Paakkanen, relance avec succès le Fandango d'Isola, mais ce n'est qu'à la fin des années 1990 que Marimekko redevient populaire. Ce succès renouvelé se fonde sur la réédition des modèles "classiques" d'Isola des années 1950 et 1960.

## Réception

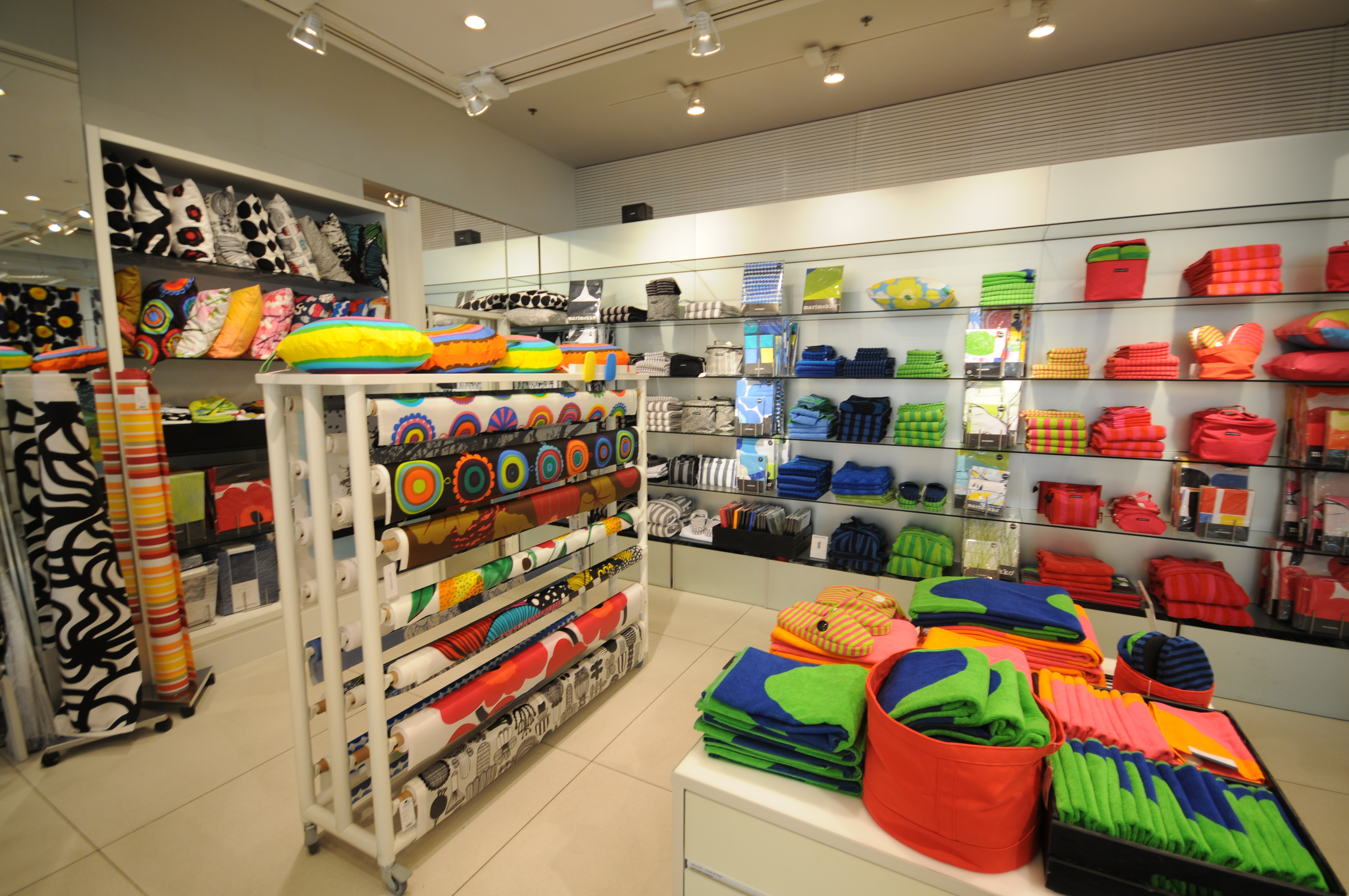
Les couleurs éclatantes et les motifs audacieux de Marimekko doivent beaucoup au design et à l'exemple de Maija Isola. Un rouleau dUnikko est le deuxième à partir du bas du support de tissu ; un rouleau vertical du Joonas noir et blanc (Jonas) se tient à l'extrême gauche.

Selon FinnStyle, Isola était "sans conteste la créatrice textile la plus célèbre à avoir existé chez Marimekko". Son travail a permis à l'entreprise de devenir l'un des leaders mondiaux de la mode internationale. 
Ivar Ekman, écrivant dans le New York Times, cite Marianne Aav, directrice du Helsinki Design Museum : "Ce que nous comprenons comme le style Marimekko est fortement fondé sur ce que faisait Maija Isola".

## Héritage

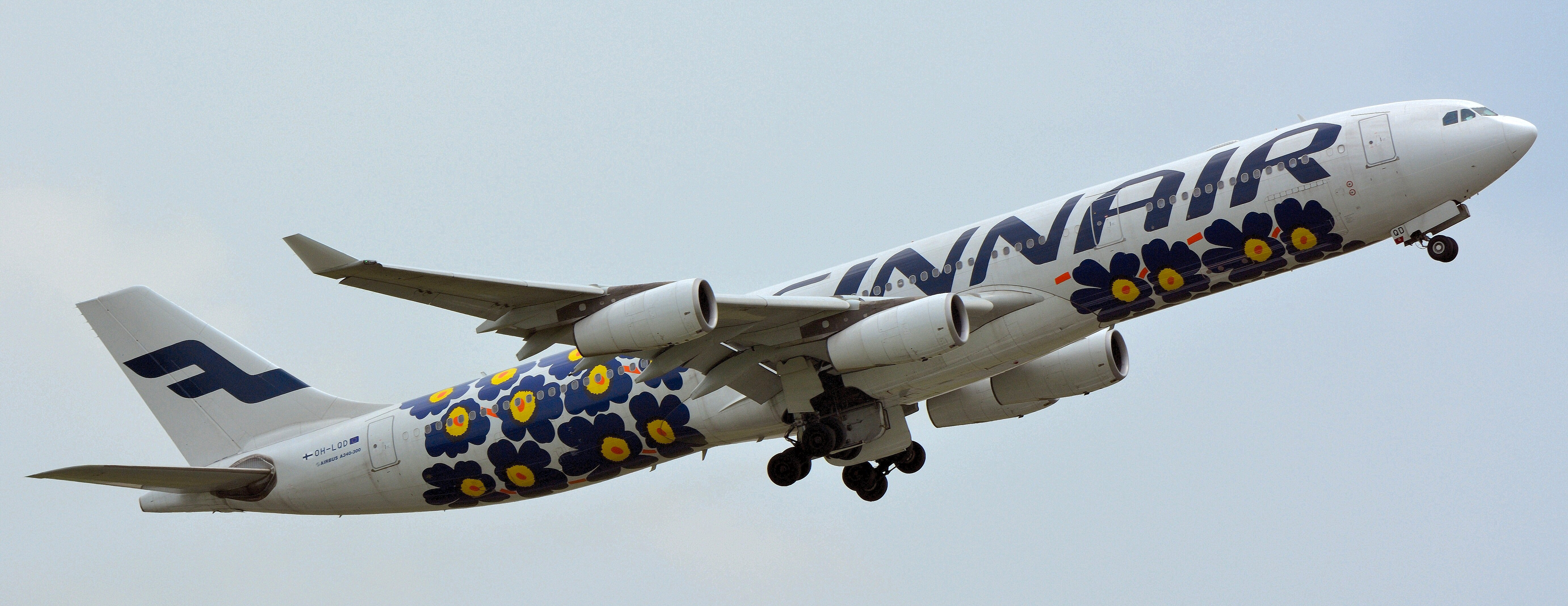
Un Airbus A340-300 de Finnair vole avec le motif « Marimekko Unikko » d'Isola en 2015.

Aav a noté que "Alors que le XXIe siècle commence, Marimekko connaît un regain d'intérêt et d'appréciation - un véritable renouveau. Le motif Unikko de Maija Isola, conçu il y a près de quarante ans, fleurit comme jamais auparavant".
En 2011, Marimekko a fait voler une montgolfière ornée d'une énorme version d'Unikko au-dessus d'Helsinki, montrant que le motif reste emblématique près d'un demi-siècle plus tard. La politique marketing de Marimekko est de rééditer "des classiques de son catalogue de cinquante ans, notamment un grand nombre de modèles des années 1950 et 1960 de Maija Isola".
Depuis 2012, la compagnie aérienne finlandaise Finnair fait voler un Airbus A340-300 vers ses destinations asiatiques arborant un imprimé bleu Unikko, tandis qu'un Airbus A330 peint de façon similaire dessert ses autres liaisons intercontinentales.
Isola a été décrite en 2013 comme une icône de style. Sa petite-fille Emma Isola travaille toujours Marimekko en tant que designer, perpétuant ainsi une tradition de trois générations.

## Expositions

### Contemporaines
- Design in Scandinavia, États-Unis 1954, [13] 1960
- Exposition finlandaise en Allemagne 1956
- Triennale Milan 1954, 1957 [13]
- Exposition Universelle Bruxelles Formes Scandinaves 1958 [39]

### Rétrospective
- Maija Isola and Marimekko, Exposition rétrospective, Design Museum (Designmuseo), Helsinki, Finlande. 24 mai 2005 - 4 septembre 2005[40].
- Finnish Design, Victoria and Albert Museum, Londres, 2005[41].
- Marimekko - The Story of a Nordic Brand, exposition au Design Museum, Copenhague, Danemark, 2 mars - 28 mai 2007.
- Marimekko: Fabric, Fashion, Architecture, Exposition au Musée ethnographique slovène de Ljubljana, Slovénie, 1er juillet 2009 - 18 octobre 2009[42].
- Magnifying Nature: 1960s Printed Textiles, Exposition au Minneapolis Institute of Arts, 5 mars 2011 - 21 août 2011[43].